# Andante
Andante (spesso abbreviato in and.e oppure ad.e nelle edizioni del XVIII secolo) è una indicazione musicale di tempo e di espressione. Indica un tempo di andamento moderato, collocabile tra l'adagio e l'allegro. Vi sono interpretazioni discordanti sul fatto che il termine denoti la velocità in senso positivo o negativo, e l'importanza del fatto riguarda non tanto l'indicazione in sé quanto l'uso insieme a quantificatori. A seconda di questa lettura ad esempio, un'indicazione più andante può essere interpretata come un tempo più tranquillo, oppure più rapido. Molti compositori intendono il primo significato, ad esempio nel secondo atto de Le nozze di Figaro Mozart usa molto andante per indicare un tempo molto misurato, in contrasto col precedente allegro. Altri compositori, come Franz Schubert o Johannes Brahms, usano gli accrescitivi di andante per indicare un tempo più veloce, un esempio è nel finale dell'Andante della sonata per pianoforte op. 5, nella cui sezione finale l'indicazione andante molto indica un tempo più sostenuto rispetto al precedente andante espressivo.

## Storia
L'uso di andante come indicazione di tempo è relativamente recente, e nella musica del XVII e XVIII secolo il termine era assunto più come indicazione di espressione che di tempo. Nel Dictionnaire de musique (1703) di Sébastien de Brossard e nel successivo dizionario musicale (1740) di James Grassineau il lemma è riferito all'uso in relazione alle linee di basso dalla figurazione rapida e uniforme (dette anche walking bass, in analogia all'uso del termine nel jazz). Nel trattato anonimo A Short Explication of Such Foreign Words as are Made Use of in the Musick Books (1724) andante non compare nell'elenco di indicazioni di tempo, ma il testo specifica che tale indicazione si riferiva alla linea di basso, imponendo di suonarla con andamento sostenuto, con note ben distinte e uguali fra loro. L'indicazione viene usata in questo contesto, ad esempio, anche da Johann Sebastian Bach nel preludio in si minore de Il clavicembalo ben temperato.
Il primo riferimento noto all'andante come indicazione di tempo è in Musicalische Handleitung (1706) di Friedrich Erhardt Niedt, nella cui prima edizione è descritto come un tempo molto lento. Compare come indicazione di tempo anche nel trattato Versuch einer gründlichen Violinschule (1756) di Leopold Mozart, e diventa una indicazione di uso comune nel Classicismo. Nella produzione di Franz Joseph Haydn e Wolfgang Amadeus Mozart indica un tempo tranquillo e rilassato. Nel Dictionnaire de musique di Jean-Jacques Rousseau andante è uno dei cinque principali andamenti musicali citati, e nel XIX secolo diventa una delle indicazioni di tempo più usate, spesso accompagnato da qualificatori di vario genere (andante con moto, andante sostenuto, andante religioso).